# Ghagra choli

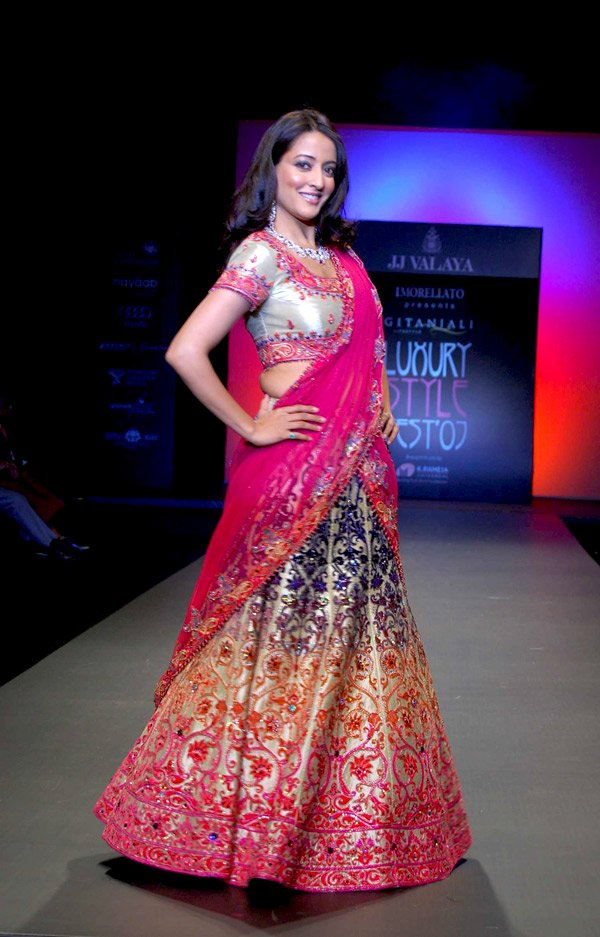
Filmactrice Raima Sen gekleed in een chagra choli

Een ghagra choli, ook wel lehenga choli genoemd, is een traditionele Indiase klederdracht, die gedragen wordt in de deelstaten  Gujarat en Rajasthan alsook in Pakistan. 
De dracht bestaat uit een strak aansluitend, rijk geborduurd topje dat, al dan niet met mouwtjes, tot boven de navel reikt. Er hoort een lange rok bij en een ragdunne stola die hals, hoofd of borst kan bedekken.
Het geheel is zeer kleurig. De topjes zijn vaak van patchwork gemaakt waarin veel spiegeltjes zijn verwerkt. Soms staan ze stijf van het gouddraad.